# ويليام أندرسون (سياسي كندي)
ويليام أندرسون هو سياسي كندي، ولد في 31 أغسطس 1905 في كندا، وتوفي في 6 يونيو 1961 في أوتاوا في كندا. حزبياً، نشط في الحزب الكندي التقدمي المحافظ. وقد انتخب عضو مجلس العموم الكندي (1957 – 1961).